# Farbkodierte Doppler-Sonografie

Farbdopplerdarstellung einer Mitralklappeninsuffizienz

Die farbkodierte Doppler-Sonografie (Abk.: FKDS; Synonym: Angiodynographie; kurz: der Farbdoppler) ist eine Form der Ultraschalluntersuchung, mit der die Richtung des Blutflusses in Bezug auf den Schallkopf farblich in Rot oder Blau dargestellt wird. Somit kann der Blutfluss in Arterien von jenem in den Venen unterschieden werden und letztlich damit Aussagen über das Vorliegen und das Ausmaß von Durchblutungsstörungen getroffen werden. Außerdem hilft der Farbdoppler, kleine Gefäße aufzufinden, die im B-Bild nicht dargestellt werden können, sowie in der Echokardiografie unter anderem Funktionsstörungen der Herzklappen und Defekte im Herzmuskel zu beurteilen.
Da die Kombination von Doppler-Sonographie und B-Bild auch als Duplexsonographie bekannt ist, wird die hier beschriebene Variante auch häufig als farbkodierte Duplexsonographie (kurz: Farbduplex) bezeichnet.

## Physikalische Grundlagen
Der Doppler-Effekt bewirkt eine Änderung der Frequenz von Schallwellen, wenn sie von einem bewegten Objekt reflektiert oder gestreut werden. Dieser Effekt wird beim Farbdoppler ausgenutzt. Der Schallkopf sendet dabei einen Ton von definierter Frequenz aus (meist mehrere MHz). Dieser Ton wird vom angestrahlten Medium (z. B. dem Blut) reflektiert, und die Frequenz gemäß dem Doppler-Effekt verändert. Dieser reflektierte Ton wird von einem Mikrofon im Schallkopf gemessen und anschließend im Computer ausgewertet. Dabei werden die gemessenen Geschwindigkeiten farblich kodiert. Fluss zum Schallkopf hin wird üblicherweise in Rot dargestellt, Fluss vom Schallkopf weg in Blau. Dabei werden die verschiedenen Geschwindigkeiten in verschiedenen Farbstufen angezeigt; so stellt zum Beispiel ein helles Rot eine höhere Geschwindigkeit dar als ein dunkles Rot. Der Farb-Pixel stellt die mittlere Geschwindigkeit eines Volumens dar und wird mit Hilfe von Autokorrelation berechnet. Das Farbdoppler-Bild wird dem B-Mode-Bild überlagert und dem Untersuchenden auf einem Bildschirm angezeigt. Dies geschieht in Echtzeit.

## Medizinische Anwendungen

Karotisstenose

Der Farbdoppler hilft anatomische Strukturen und Pathologien aufzufinden.
Zur klinischen Anwendung kommt der Farbdoppler in folgenden Bereichen:
- Echokardiografie – Untersuchung des Herzens, insbesondere der Strömungsverhältnisse um die Klappen zur Detektion von Stenosen und Insuffizienzen. Insuffizienzen werden am Fluss „in die Falsche Richtung“ erkannt; Stenosen (Verengung) an der helleren Farbe wegen der höheren Geschwindigkeiten innerhalb der Stenose.
- Karotis-Sonografie – Untersuchung der Halsschlagadern (Arteria carotis communis, interna und externa), auch hier kann eine Stenose festgestellt werden. Der Farbdoppler hilft hier die Stenose zu lokalisieren, um sie dann mit Hilfe des PW-Dopplers zu quantifizieren.
- Angiologie – Darstellung der Venen und Arterien. Auch hier können die Verhältnisse an der Gefäßwand (Plaques, Stenosen etc.) besser dargestellt werden. In der Diagnostik einer tiefen Venenthrombose (TVT) kann (bei Beckenvenenthrombosen und Thrombosen im Bereich der distalen Unterschenkelvenen) die farbkodierte Duplexsonographie dem primär eingesetzten Kompressions-Ultraschall (KUS) überlegen sein. Ansonsten erhöht der Farbdoppler hier die ohnehin hohe diagnostische Treffsicherheit des KUS nicht wesentlich und stellt nur eine Ergänzungsuntersuchung dar. Bei Untersuchern mit mehr als dreimonatiger sonographischer Erfahrung kann die FKDS im Durchschnitt in weniger als 20 Min. durchgeführt werden.[3]
- Nephrologie: Der Farbdoppler hilft, die Gefäße in den Nieren zu finden, in denen mit Hilfe des PW-Dopplers der Widerstandsindex gemessen wird.
- Geburtshilfe: Ductus venosus und Arteria cerebri media können leichter gefunden werden und Anomalien der Plazenta leichter erkannt werden.[4][5] Die Dopplersonografie ist während der Schwangerschaft nicht völlig risikofrei. Sie kann zu einem biologisch signifikanten Temperaturanstieg im durchschallten Gewebe führen. Insbesondere aufgrund der potentiellen Gefahr einer Schädigung zerebraler Strukturen wird die Dopplersonographie auf die zweite Schwangerschaftshälfte sowie auf Fälle bestimmter Indikationen beschränkt (wie etwa Verdacht auf fetale Fehlbildungen oder abnormales Herzfrequenzmuster). Bei der Verwendung der Dopplersonographie muss daher eine genaue Abwägung zwischen dem Nutzen und den Risiken der Untersuchung erfolgen.[6]

## Weiterentwicklungen
Folgende Weiterentwicklungen liefern weitere Parameter zur Gewebsdifferenzierung:

Tissue-Doppler-Darstellung des Myokards in parasternal langer Achse

- Power-Doppler: Der Power-Doppler stellt nicht die Geschwindigkeit und Richtung dar, sondern die Energie der Bewegung, als Ergebnis von Blutgeschwindigkeit und Blutmenge. Im Vergleich zum konventionellen Farbdoppler hat es eine höhere Empfindlichkeit für kleine Gefäße und niedrige Strömungsgeschwindigkeiten.[5]
- Gewebe-Doppler (Tissue-Doppler): Mit dieser Methode können nicht nur die Bewegungen des Blutes, sondern auch die des Gewebes dargestellt und quantifiziert werden.